# Antennenverstärker

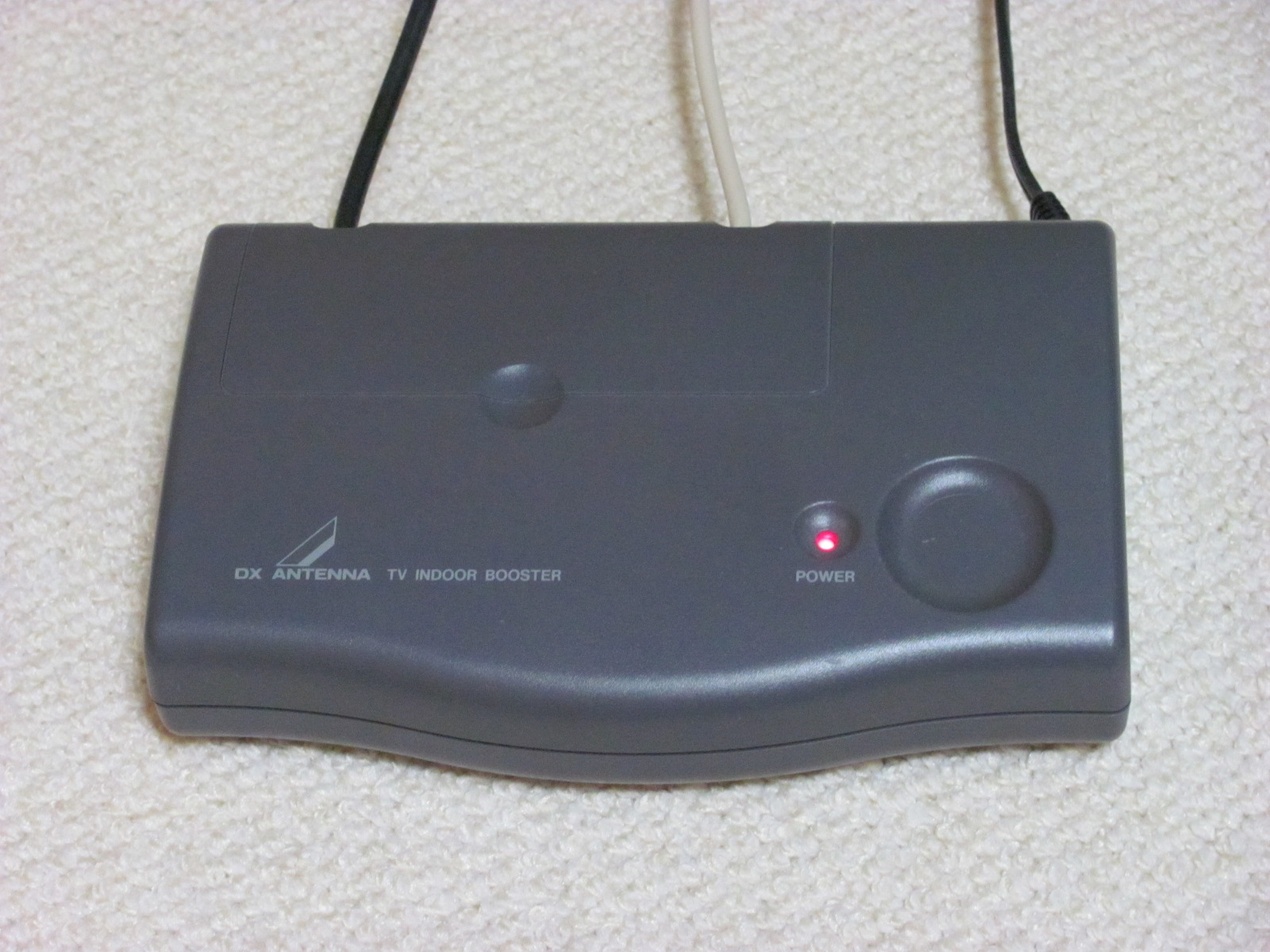
UHF-Antennenverstärker.

Ein Antennenverstärker ist ein Verstärker, der das von einer Antenne kommende Empfangssignal verstärkt. Er unterscheidet sich vom Eingangsverstärker eines Funkempfängers dadurch, dass er in der Regel breitbandig ist und am Anfang eines Kabels sitzt.
Antennenverstärker dienen dazu, um
- eine Empfangsantenne für mehrere Empfänger zu benutzen (Gemeinschaftsantennenanlage)
- die Dämpfung des Antennenkabels bis zum Empfänger mindestens zu kompensieren
- einen Empfänger mit geringer Eingangsempfindlichkeit zu versorgen

Eine so genannte Aktive Antenne besitzt direkt bei der Antenne einen Breitbandverstärker, der jedoch als Bestandteil der Antenne gilt und nicht von ihr zu trennen ist. Solche Verstärker werden daher nicht explizit als Antennenverstärker bezeichnet. Aktive Antennen sind u. a. in Personenkraftwagen üblich, um das schwache Signal einer zum Beispiel in die Scheibe integrierten Antenne so weit zu verstärken, dass es ungestört bis zum Radio gelangen kann.
Antennenverstärker werden möglichst nahe der Antenne montiert, um ein möglichst nicht zusätzlich durch das Kabel gedämpftes oder gestörtes Signal verarbeiten zu können. Sie werden hierzu meist über das Antennenkabel mit ihrer Betriebsspannung versorgt. Dazu dient eine Gleichstrom-Weiche.
Mehrbereichs-Antennenverstärker für den Rundfunkempfang besitzen separate selektive Verstärker für alle Fernsehbänder (Band I, Band III sowie Band IV/V) sowie für mehrere Rundfunkbereiche (Lang-/Mittel-/Kurzwelle sowie Ultrakurzwelle). Solche Verstärker bestehen aus Bandpässen zum Anschluss der jeweiligen Antennen und jeweils einem vor dem Verstärker angeordneten Dämpfungssteller, um die einzelnen Empfangspegel regional anpassen zu können. Das Ziel ist einerseits, schwache Signale zu verstärken und andererseits, zu hohe Pegel zu vermeiden. Die Ausgänge der einzelnen Verstärker werden mittels einer Weiche auf einen Ausgang zusammengeführt. Ein Kabel versorgt von dort aus einen oder mehrere Nutzer, wo die Frequenzen wiederum aufgetrennt werden und zu den jeweiligen Empfängern gelangen.
Der Pegel muss in einer Gemeinschafts-Antennenanlage wesentlich höher sein, als es für einzelne Empfänger nötig wäre, da nicht nur die Summe aller Empfänger versorgt, sondern auch die Teilnehmerdämpfung der Antennensteckdosen kompensiert werden muss.
Antennenverstärker sollen rauscharm, intermodulationsarm und verzerrungsarm auch bei großen Pegeln sein. Nichtlineare Verzerrungen und Kreuzmodulationen können durch Übersteuerung entstehen. Daher ist bei Antennenverstärkern oft der maximale Pegel angegeben, bis zu welchem sie verstärken können. Lineare Verzerrungen entstehen durch frequenzselektive Elemente.
Die Verwendung eines Breitbandverstärkers für alle mittels Weiche zusammengeführter Empfangsfrequenzen kann zu gegenseitigen Beeinträchtigungen kommen, wenn ein starker Sender mit empfangen wird.